# Chiesa di San Benedetto (Krnov)
La chiesa di San Benedetto (in ceco Kostel svatého Benedikta) è la parrocchiale che si trova a Pod Bezručovým vrchem, frazione di Krnov, comune del Distretto di Bruntál, nella Regione di Moravia-Slesia, Repubblica Ceca. La parrocchia appartiene alla diocesi di Ostrava-Opava, suffraganea dell'arcidiocesi di Olomouc. La chiesa che ci è pervenuta fu ricostruita nel XVIII secolo e viene considerata un monumento culturale nazionale.

## Storia

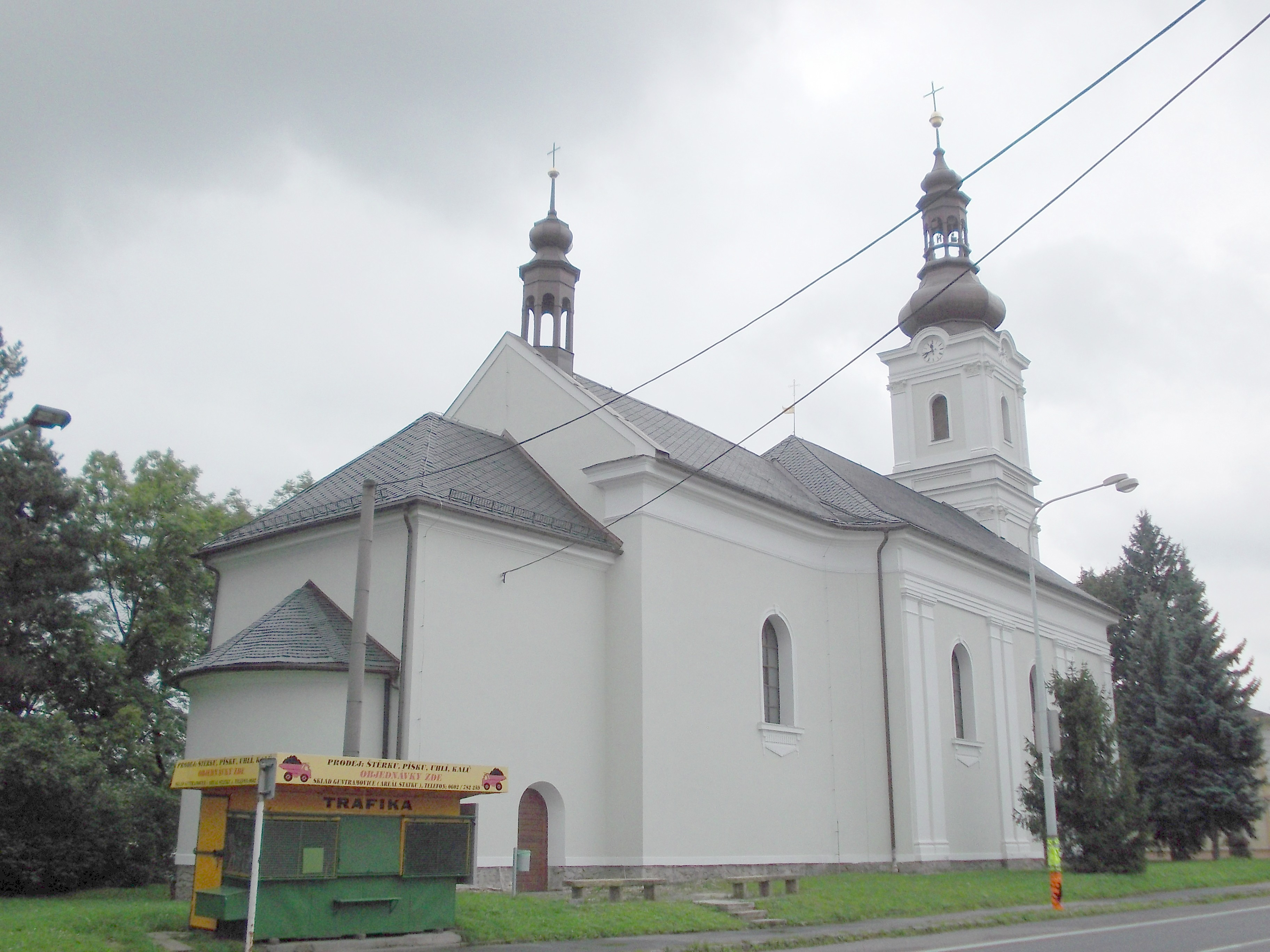
Chiesa di San Benedetto a Krnov

Alcune parti della chiesa, come la sagrestia, risalgono alla prima metà del XIII secolo. In particolare la sagrestia costituiva il presbiterio dell'originaria chiesa medievale. Durante la ricostruzione barocca che è stata realizzata tra il 1862 e il 1863, sulla facciata occidentale fu costruita la torre campanaria a base quadrata. Nel 1820 l'ingegnere regionale Johann Anton Englisch elaborò un preventivo per il restauro della facciata, del tetto e degli elementi strutturali e la spesa avrebbe dovuto ammontare a 1018 fiorini. Il lavoro venne affidato al costruttore Johann Mihatsch di Krnov e il relativo cantiere rimase aperto fino al 1821. Durante l'intervento parte dei lavori preventivati fu abbandonata per motivi economici. Fino al 1936 la chiesa era circondata da un piccolo cimitero, separato dall'ambiente circostante da un muro in pietra con due cancelli d'ingresso. La vicinanza ai pozzi per l'acqua potabile comunali portò ad un aumento dell'incidenza della febbre tifoide tra il 1880 e il 1929 e questo, unito alla necessità di allargare la strada e alla vicinanza con la scuola comunale, portò alla chiusura del cimitero. I lavori realizzati nel 2012 per completare il restauro della chiesa e rendere accessibili gli interni sono stati finanziati da un sussidio concesso dall'Unione Europea nell'ambito del Programma Operativo Regionale Moravia-Slesia. I costi della ricostruzione hanno raggiunto quasi 10 milioni di corone.

## Descrizione

### Esterni
La chiesa di San Benedetto si trova a Pod Bezručovým vrchem, quartiere nella parte ovest di Krnov, comune della Regione di Moravia-Slesia in Repubblica Ceca. Posta in via Bruntálská mostra orientamento tradizionale verso est. La facciata è caratterizzata dalla torre campanaria posta al suo centro alla base della quale si trova anche il portale principale di accesso. La struttura della chiesa è a capanna. Accanto alla chiesa si trova la statua in arenaria raffigurante San Giovanni Battista realizzata nel 1830 dello scultore Andreas Zahner.

### Interni
La sala è a navata unica. Alcune pareti interne sono decorate con affreschi risalenti al XIII e al XV secolo che raffigurano, tra l'altro, scene della vita di Benedetto da Norcia e la Trasfigurazione sul monte Tabor.

### Monumento culturale della Repubblica Ceca
La tutela dei monumenti della Repubblica Ceca considera la chiesa di San Benedetto a Pod Bezručovým vrchem un monumento culturale tutelato col numero di catalogo 1000139877. Oggetto della tutela sono il luogo di culto e  la statua in arenaria raffigurante San Giovanni Battista posta accanto.